# پرویز میرزا قاجار
پرویز میرزا (زاده ۱۲۳۹، درگذشت ۱۳۰۵ قمری) شاهزاده قاجار و پسر پنجاه و سوم فتحعلی‌شاه بود.
پرویز میرزا در سال ۱۲۳۹ قمری متولد شد و مادرش، بیگم خانم، دختر حاجی الیاس تجریشی بود. در کودکی تجریش را تیول او قرار دادند.
در سال ۱۲۷۶ قمری به همراه حمزه میرزا حشمت الدوله حاکم خراسان به آن ایالت رفت و مدتی در شهرهای نیشابور، تربت حیدریه، ترشیز و سبزوار حکومت کرد. او در روز دوشنبه ۱۱ شعبان ۱۳۰۵ قمری درگذشت.
پرویز میرزا با دختر محمدباقر خان بیگلربیگی قاجار ازدواج کرد. پسران او عبارت بودند از سلطان حسین‌میرزا نیرالدوله و خسرو میرزا. سلطان حسین‌میرزا مدتی حاکم خراسان شد. خسرو میرزا در جوانی در زنجان براثر حادثه اسب سواری درگذشت. نیرالدوله دو دختر نیز داشت که یکی از آنان با محمدرحیم خان خازن‌الملک ازدواج کرد.